# Michel Crousillat
Pour les articles homonymes, voir Crousillat.
Michel Crousillat (né le 15 janvier 1962 à Marseille) est un joueur français de water-polo en activité dans les années 1980.

## Biographie
Joueur du Cercle des nageurs de Marseille, il fait partie de l'équipe de France terminant dixième des Jeux olympiques d'été de 1988 à Séoul, comme son frère Marc Crousillat.
Il est l'oncle du joueur de water-polo Ugo Crousillat et le frère de Marc Crousillat.